# یواس‌اس یاکونا (اس‌پی-۶۱۷)
یواس‌اس یاکونا (اس‌پی-۶۱۷) (به انگلیسی: USS Yacona (SP-617)) یک کشتی بود که طول آن ۲۱۱ فوت ۰ اینچ (۶۴٫۳۱ متر) بود. این کشتی در سال ۱۸۹۸ ساخته شد.